# Carlos de Gimbernat
Carlos de Gimbernat y Grassot, también conocido como Carlos Gimbernat y Grassot, (Barcelona, 19 de septiembre de 1768 - Bagnères-de-Bigorre, 12 de octubre de 1834) fue un médico y geólogo español, hijo de Antonio Gimbernat.

## Biografía
Sus padres fueron el cirujano Antonio Gimbernat y Eulalia Grassot y Ballester. Después de estudiar Medicina y Filosofía en Madrid, fue pensionado en el año 1791 por el rey Carlos IV para desplazarse a Inglaterra. En 1798 se trasladó a París para continuar con su instrucción geológica, donde conoció al geólogo francés Dolomieu. A pesar de residir en Francia, fue nombrado el 12 de abril de 1798 vicedirector del Real Gabinete de Historia Natural. Permaneció en París hasta 1801, año en el que recibió una real orden en la que se le comunicaba que debía seguir en Alemania su perfecionamiento en las ciencias naturales. En su traslado a Alemania, pasó por Bélgica, cumpliendo así con el encargo de visitar las fundiciones de cañones. Durante 4 veranos estudió los Alpes, desde Francia hasta Hungría, realizando por encargo del Gobierno Español el primer estudio geológico de estas montañas. Al comenzar la Guerra de la Independencia Española la financiación por parte del rey de España finalizó, pero consiguió el apoyo de Maximiliano I de Baviera. Posteriormente, realizó estudios de campo de vulcanología en Italia. Sus publicaciones científicas superan el centenar de títulos y pueden encontrarse en revistas de Francia, Inglaterra, Alemania, Suiza o España.